# Аритмоманија
Аритмоманија (од грчког arithmós — „број“ и maníā — „опсесија, присила“) је ментални поремећај који се може сматрати обликом опсесивно-компулзивног поремећаја (ОКП). Особе које пате од овог поремећаја имају снажну потребу да броје своје радње или предмете у окружењу.
Они који имају аритмоманију могу, на пример, осећати присилу да броје кораке док се пењу или силазе низ степенице, или да броје слова у речима. Често верују да морају неку радњу поновити одређен број пута како би спречили наводну несрећу. Други примери укључују бројање плочица на поду или плафону, бројање линија на путу или додиривање одређених предмета, попут кваке или стола, тачно одређен број пута.
Аритмоманија понекад прераста у сложен систем у коме особа приписује вредности или бројеве људима, предметима и догађајима како би утврдила њихову међусобну повезаност. Понекад су бројеви повезани са прошлим догађајима, па се особа изнова и изнова сећа тих догађаја путем одређених бројчаних вредности. Радње се извршавају одређени број пута, при чему је тај број повезан са неким претходним, „задовољавајућим“ догађајем. Бројање може бити гласно или у мислима.

## Фолклор
Европски фолклор о вампирима често их приказује са аритмоманијом, попут присиле да броје семенке или зрна проса.  Гроф бројилац (Count von Count), вампирски лик из дечије емисије Улица Сезам, познат је по томе што броји све и свашта.
У популарној култури
Инспектор Френклин Џалберт, лик из новеле Дани Кофлиновa ружна ноћна мора (Danny Coughlin's Bad Dream) Стивена Кинга из 2024. године, пати од аритмоманије.